# Spinoplon bicolor
Spinoplon bicolor là một loài bọ cánh cứng trong họ Cerambycidae.